# إفريقيا الواعدة (فلم)
أفريقيا الواعدة هو فيلم وثائقي نيجيري صدرَ عام 2014 من إخراجِ زورييل إليس أودوالي.

## خلفية
صدرَ الفيلمُ الوثائقيّ أفريقيا الواعدة (بالإنجليزية: A Promising Africa) على عدّة حلقاتٍ في تشرين الثاني/نوفمبر 2014 في دور السينما في لاغوس وقد استمرَّ العرضُ في خمس دول على مدارِ ثلاث سنوات. يُعتبر مخرج فيلم أفريقيا الواعدة أدولي أصغر صانعِ أفلامٍ في العالم يُصدر فيلمًا تجاريًا من إنتاجهِ ذاتيًا.